# Хилья

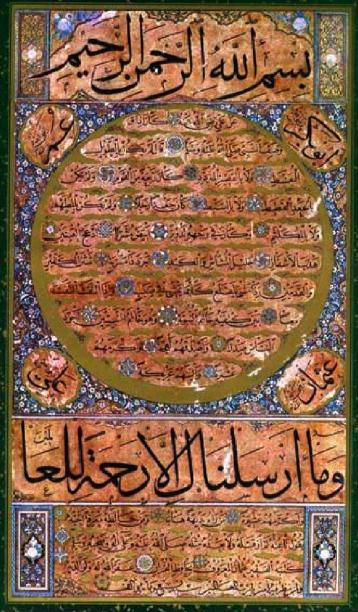
Хилья, изготовленная турецким каллиграфом Хафизом Османом (1642—1698), который установил канонический образец написания

Хи́лья (араб. حلية‎, осман. حليه‎ — «орнамент», «украшение») — религиозный жанр в турецкой литературе в период Османской империи, связанный со словесным описанием пророка Мухаммеда.
Хилья имеет непосредственное отношение к шамаиль, описанном в сборнике хадисов Абу Исы ат-Тирмизи «Аш-шамаиль аль-Мухаммадия ва аль-хасаиль аль-Мустафавия» («Книга о благородных чертах характера Пророка Мухаммада»).
В народном исламе времён Османской империи существовало поверье, что обладание описанием образа Мухаммеда и его прочтение защищает человека при жизни и после смерти от подстерегающих его бед. Выполненные прекрасной каллиграфией и иллюминированием, хильи носили с собой в качестве оберегов и амулетов.
В XVII веке в Османской империи хилья получила законченную форму и стала одним из видов искусства. Хильи, заключённые в рамку, вешались в качестве украшения на стену.
Позднее хилья стала распространяться также на четырёх праведных халифов, сподвижников пророка Мухаммеда, его внуков (Хасана ибн Али и Хусейна ибн Али) и мусульманских святых.

## Рождение в хадисе
Хилья возникла и как литературный жанр, и как разновидность графического искусства, в недрах шамаиля, посвящённого внешнему виду и характеру пророка Мухаммеда. Источниками хилья служат шесть книг хадисов и наряду с другими источниками хадисов, которые авторство которых приписывают Аише бинт Абу Бакр, Ибн Аббасу, Абу Хурайре и Хасану ибн Али. Лучшим источником по этому вопросу является сборник хадисов имама Абу Исы ат-Тирмизи «Аш-шамаиль аль-Мухаммадия ва аль-хасаиль аль-Мустафавия» («Книга о благородных чертах характера Пророка Мухаммада»). В книге содержатся хадисы, в которых дано описание его духовности и телесности Мухаммеда, а принятие и влияние этого труда привело к тому, что понятие «шамаиль» (внешний вид) стало применяться по отношению к его высоким нравам и неповторимой телесной красоте. Самый известный и достоверный хадис относится к его двоюродному брату и зятю Али ибн Абу Талибу.
Отличие шамаиль от хилья заключает в том, что в первом случае просто подробно описываются духовные и телесные качества Мухаммеда, а во втором это же сделано в художественном стиле. Шамаиль посвящены труды Абу Бакра аль-Байхаки «Далаиль ан-Нубувва» (араб. دلائل النبوة‎ — Доказательства Пророчества), Абу Нуайма аль-Исфахани «Тарих-и Исфахан», Абуль-Фараджа ибн аль-Джаузи «Алль-Вафа би Фадаиль аль-Мустафа» и Кади Ийяда «Аш-Шифа би-та’риф хукук аль-Мустафа» (араб. الشفا بتعريف حقوق المصطفى‎).

## Литературный жанр
Хотя многие хилья присутствуют в турецкой литературе, тем не менее персидская литература достаточно бедна примерами жанров шамаиль и хилья. Абу Нуайма аль-Исфахани в своём труде «Хильятуль авлия» писал о хилья, но речь шла не о Мухаммеде. По этой причине хилья считается одним из жанров именно турецкой литературы. Турецкая литература содержит ряд ранних произведений, которые вероятно вдохнули жизнь в хилья, сделав его полноценным жанром. Сулейман Бурса в «Весилетун-неджат» и Мехмед Языджиоглу в «Мухаммадия» дают описание Мухаммеда.
В 255 стихе поэмы «Рисале-и Рисуль», созданной не позднее 1562 года, касательно черт Мухаммеда пишет, представленный Шехзаде Мустафе, поэт Шериф. Считается, что это самое раннее упоминание о хилья в турецкой литературе. Однако, Мехмет Хакани в «Хилья-и Шериф» считается лучшим примером жанра. Первая хилья в прозе была написана Саад-эд-дином в "Хилья-и Селиле ве Шемаиль-и Алилья.
Несмотря на то, что первоначально жанр хилья повествовал только о Мухаммеде, в более позднее время он также распространился на четырёх праведных халифов, сподвижников пророка Мухаммеда, его внуков (Хасана ибн Али и Хусейна ибн Али) и мусульманских святых. Второй по значимости после Хаканни является хилья Шеври Ибрагима Челеби «Хилья-и Чинар-Яр-и Гузин» (1630), посвящённая описанию внешности первых четырёх халифов. Другая важная хилья была написана Несатом Ахмедом Деде, в 184 стихе поэмы которого повествуется о внешнем облике 14 пророков и Адама. Ещё три известные хилья принадлежат Дурсунзаде Бакаи, написавшему о Мухаммеде и четырёх праведных халифах поэму «Хилья-туль-Анбийя ве Чеяр-и Гузин», Нахифи — прозаическая хилья «Нужет-уль-Ахяр фи Теркумент-ич-Чемил-и», и «Назир-и Хакани» Арифу Сулейману-бею.
Хилья могут быть написаны как в стихах (обычно стихосложение в виде маснави), так и в прозе. Также они могут одновременно выступать в двух темах турецкой мусульманской литературы, посвящённых рождению и жизни Мухаммеда (мавлид) и ночному путешествию (Исра и мирадж).

## Графическое искусство

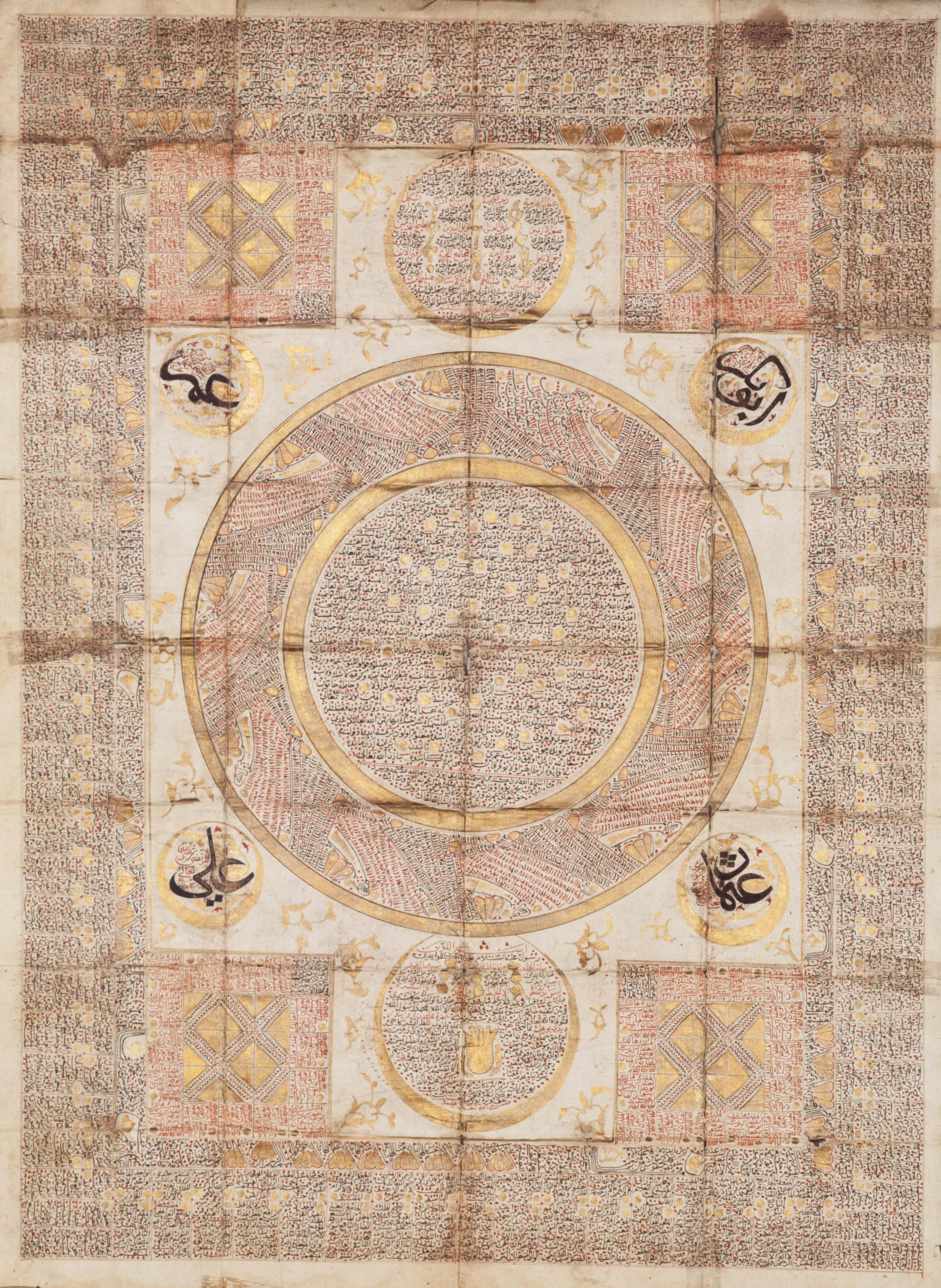
Хилья (1712), предназначенная для покровительства и защиты человека (заметны линии сгиба). Два полумесяца в верхней и нижней частях содержат описание Мухаммеда. Расположенный посередине круг содержит текст, гласящий о защитных свойствах хилья. Кроме того имеется изображение оберегающей руки Фатимы, изображённой на нижнем полумесяце, как ещё одного знака противостоящего злу. Круг и края хилья содержат каллиграфически выполненные аяты из Корана.

Пока поэты и писатели разрабатывали хилья как литературный жанр, каллиграфы и художники превратили её в вид изобразительного искусства. Благодаря им хилья сложилась в XVII веке в Османской империи, сосредоточившись на личности пророка Мухаммеда. Также распространению хилья способствовала народное поверье в то, что её присутствие в доме убережёт от несчастий, нищеты, страха и шайтана. Понятие хилья стало использоваться для обозначения таких художественных предметов, где был представлен текст, посвящённый Мухаммеду. Таким образом с помощью хилья после своей кончины изображался Муххамед, что стало восприниматься как талисман, защищающий дом, детей, путешественников, а также человека попавшего в сложные жизненные обстоятельства. Кроме того целью хилья провозглашалась помощь в визуализации Мухаммеда, как посредника между священным и мирским, между сакральным и профанным мирами, она давала возможность сблизиться и соединиться с ним, используя каллиграфические изображения с благословенными словами.

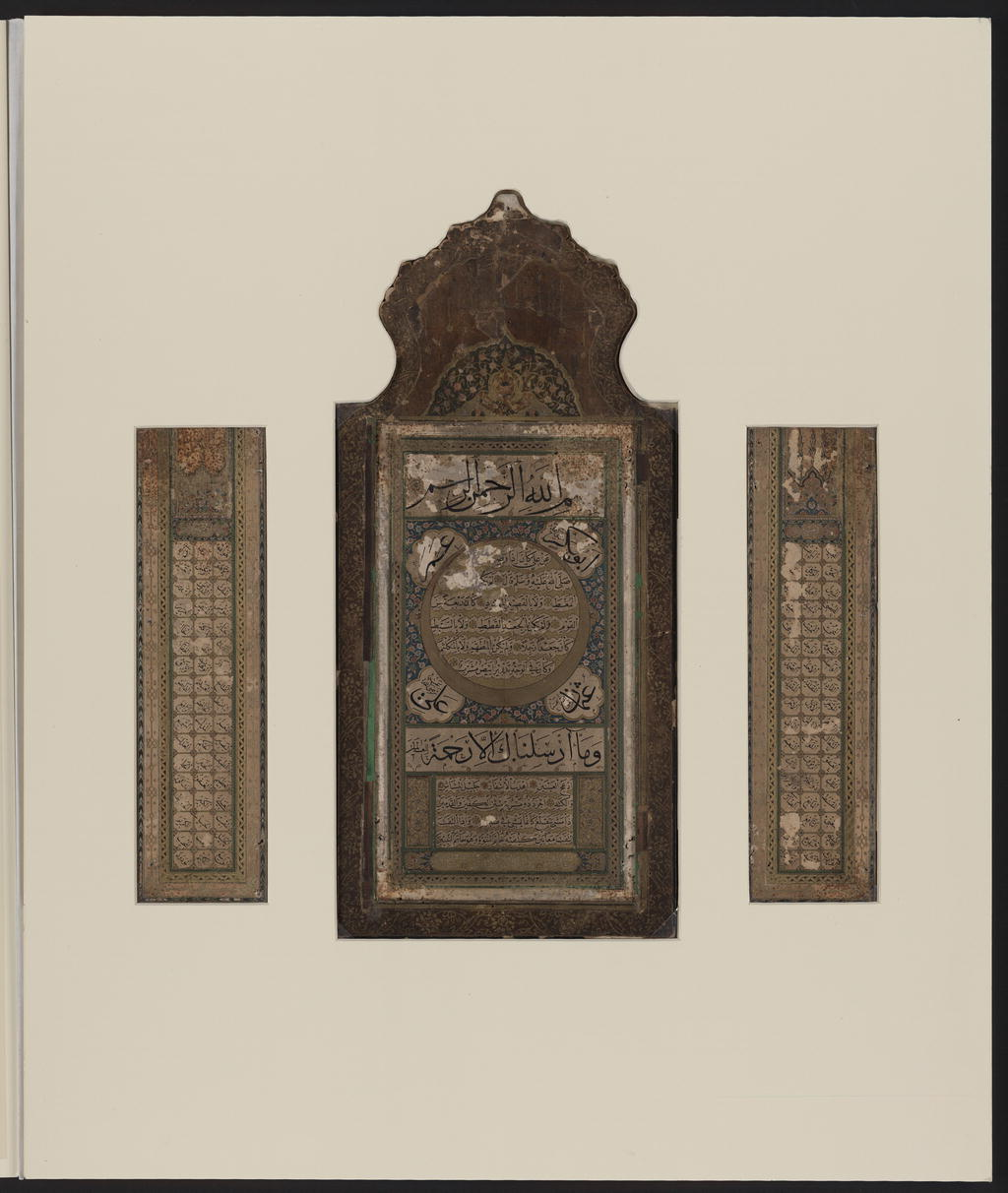
Хилья (1718), похожая на христианский триптих. Средняя часть украшена коронной резьбой. Боковины содержат список из 99 прекрасных имён Аллаха.

Карманные хилья для компактности писались на бумаге и складывались втрое. Линия сгиба особо выделялись при помощи ткани или кожи. Другие хилья могли быть изготовлены из дерева. Хилья, которые вешали на стену, изготавливались из бумаги и устанавливались на деревянной дощечке, хотя в XIX веке толщина бумаги для хилья несколько уменьшилась. Верхняя часть хилья обычно представляла собой резное изображение короны. Она богато украшалась иллюминированием и миниатюрами с совместным или раздельным изображением Медины, усыпальницы Мухаммеда в Масджиды ан-Набави и Каабы.
В Османской империи переписчики обладали большой искусностью в тонкой каллиграфии и иллюминировании. Являясь тестовыми изображениями пророка Мухаммеда, хилья на протяжении столетий украшали жилые дома. Они часто имели обрамление и рамку и использовались в качестве предмета интерьера в домах, мечетях и святых местах, подчас имея то же значение, какое имеют изображения Иисуса Христа в христианстве. Являясь символическим видом искусства, хилья позволяет эстетически напомнить о том, что Мухаммед жил на Земле, при этом не превращая его в «кумира». Хотя не часто, но имеют место случаи, когда некоторые хилья воплощают в себе иконописное изображение, поскольку являются подражанием триптиху.
Считается, что первые хилья были выполнены известным каллиграфом Хафизом Османом (1642—1698). Он был одним из тех писцов, кто первым стал выполнять подобные работы, хотя также называется Ахмед Карахисари (1468—1556), который возможно создал своей образец хилья на век раньше. Хахиз Осман получил известность ещё в юности, когда стал изготавливать карманные хилья, один из которых датируется 1668 годом, имеет размеры 22x14 сантиметров и выполнены шрифтом насх. В нём дано на арабском языке описание Мухаммеда, а ниже перевод на турецкий язык, который написан по диагонали для того, чтобы придать тексту треугольные очертания.
Особенность текстов хилья заключается в их похвальном отзыве о внешности и нраве пророка Мухаммеда. Имея словесное описание внешности Мухаммеда, хилья в то же время не содержит его прямых изображений, которые дают свободу воображению читателя, как того требует аниконизм в исламском искусстве.

### Канонические стили
Закладывание основ канона хилья связывают с именем Хафиза Османа.
Сам канон включает:

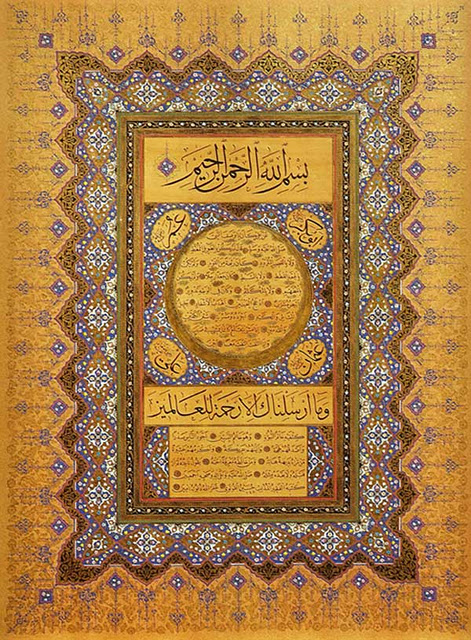
Хилья, выполненная Казаскером Мустафой Иззетом Эфенди (1801—1876)

- «заглавие» (тур. baş makam) — верхняя часть, содержащая басмалу и благословение.[12]
- «сердцевина» (тур. göbek) — круглая форма, содержащая первую часть основного текста, написанная насхом.[12][20] Она часто содержит описание Али пророка Мухаммеда (согласно Абу Исе ат-Тирмизи), которое иногда имеет незначительные расхождения.[21]
- «полумесяц» (тур. hilâl) — дополнительный раздел без текста, обычно имеющий позолоту. Полумесяц окружает «сердцевину» сзади, а вместе они обозначают Солнце и Луну.[12][20]
- «углы» (тур. köşeler) — четыре округлые части, которые окружают «сердцевину» и, как правило, содержат имена четырёх праведных халифов, в других случаях самого Мухаммеда, его сподвижников, а иногда и имена Аллаха.[12][20]
- «пояс» (тур. kuşak) — раздел следующий за «сердцевиной» и «полумесяцем», обычно включающий следующие аяты из Корана:

Мы [Аллах] послали тебя [Мухаммед] только как милость для миров.— Коран 21:107 (Крачковский)

и, поистине, ты [Мухаммед] — великого нрава.— Коран 68:4 (Крачковский)

Он [Аллах] — тот, который послал Своего посланника с прямым руководством и верой истины, чтобы дать ей перевес над всякой верой; довольно Аллаха как свидетеля!— Коран 48:28, 29 (Крачковский)
- «край» (тур. etek) — раздел, который содержит вывод из текста, начатого в «сердцевине», короткую молитву и подпись художника. Если основной текст полностью уместился в «сердцевине», то «край» может отсутствовать.[12]
- «пробелы» (тур. koltuklar) — две области, у каждого «края», где обычно представлен какой-то орнамент или иллюминирование, но совсем нет никакого текста, хотя иногда могут быть выписаны имена кого-то из десяти сподвижников пророка Мухаммеда.[12][20]
- «внешняя/внутренняя рамка» (тур. iç/dış pervaz) — декоративные обрамления, которые расположены вровень с текстом.[20]

Оставшаяся часть пространства заполняется османским иллюминированием, которое для каждого исторического периода имеет свой стиль. «Углы» и «пояс» обычно украшены сулюсом, в то время как «заглавие», содержащее басмалу, выполнено с использованием мухаккака. В отличие от литературного жанра хилья, хилья как вид изобразительного искусства содержит не стихи, а прозаический текст.
Турецкие названия некоторых составных частей канона имеют антропоморфную символичность, намекая на части человеческого тела, что призвано «семантически напомнить присутствие пророка Мухаммеда с помощью графических построений». Существует предположение, что на создание хилья Хафиза Османа вдохновила поэма «Хилья-и Шериф», которая вероятно основана на ложном хадисе, согласно которому пророк Мухаммед сказал: «…Тот, кто видел мою хилью после меня, как будто он видел самого меня…». Если это предположение окажется верным, то хилья в таком случае создавались не для чтения, а для умозрения и созерцания.
Каноническое изображение хилья складывалось начиная с XVII века. Некоторые образцы XIX века и два, принадлежащие кисти Хафиза Османа, можно увидеть ниже.

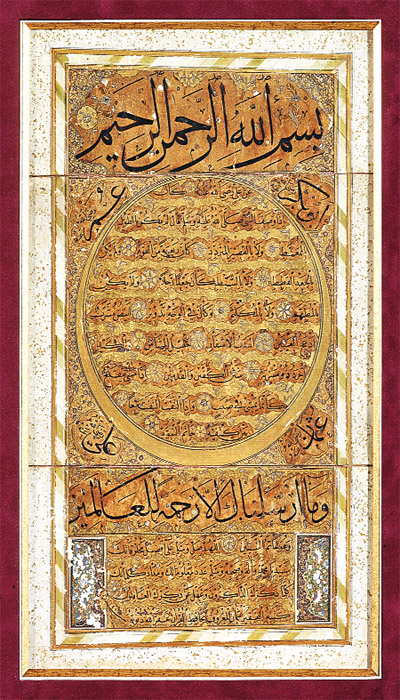
Хилья Хафиза Османа (1642—1698)
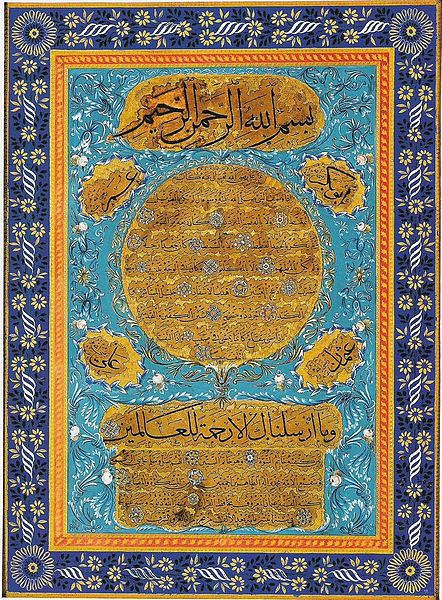
Хилья Хафиза Османа  (1642—1698)
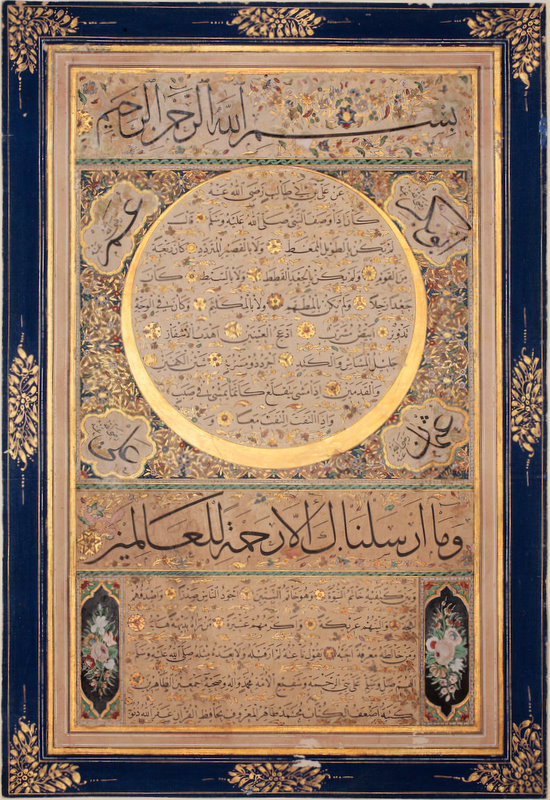
Хилья Мехмеда Тахира (ум. 1848)
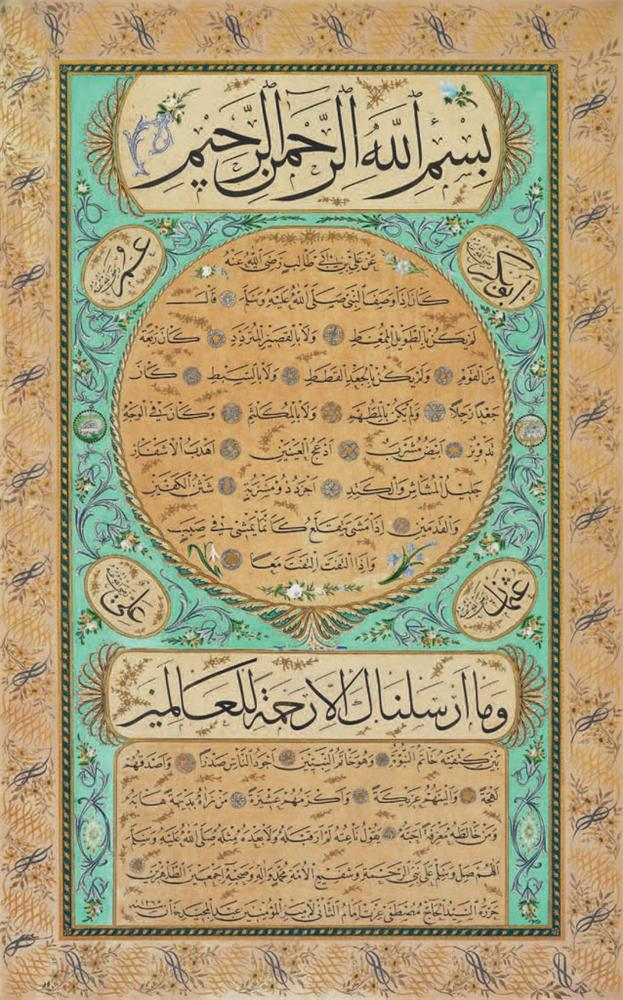
Хилья (1848) Казаскера Мустафы Иззета (ум. 1876).
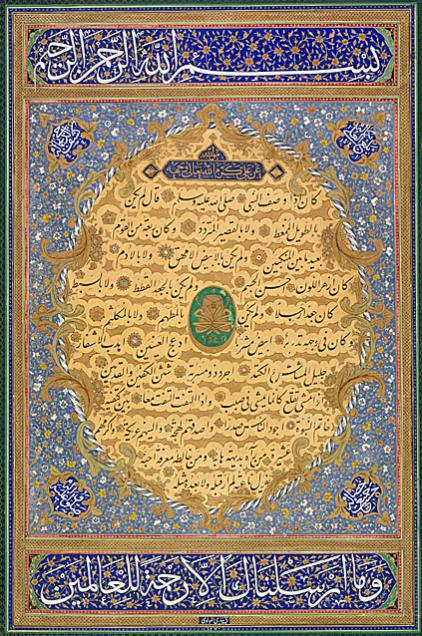
Хилья (1853) Нияза Эфенди (ум. 1882)

Тем не менее отклонения от канона происходили и итогом этого стало появление новых образцов.

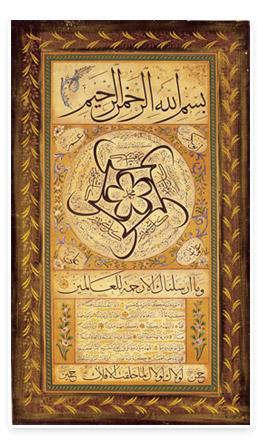
Хилья (XIX век). Имя Мухаммеда заключено в круг вместе с пятикратным повторением слов  «Инна Аллаху аля кулли шейн Кадир», что означает «Аллах властен над каждой вещью».
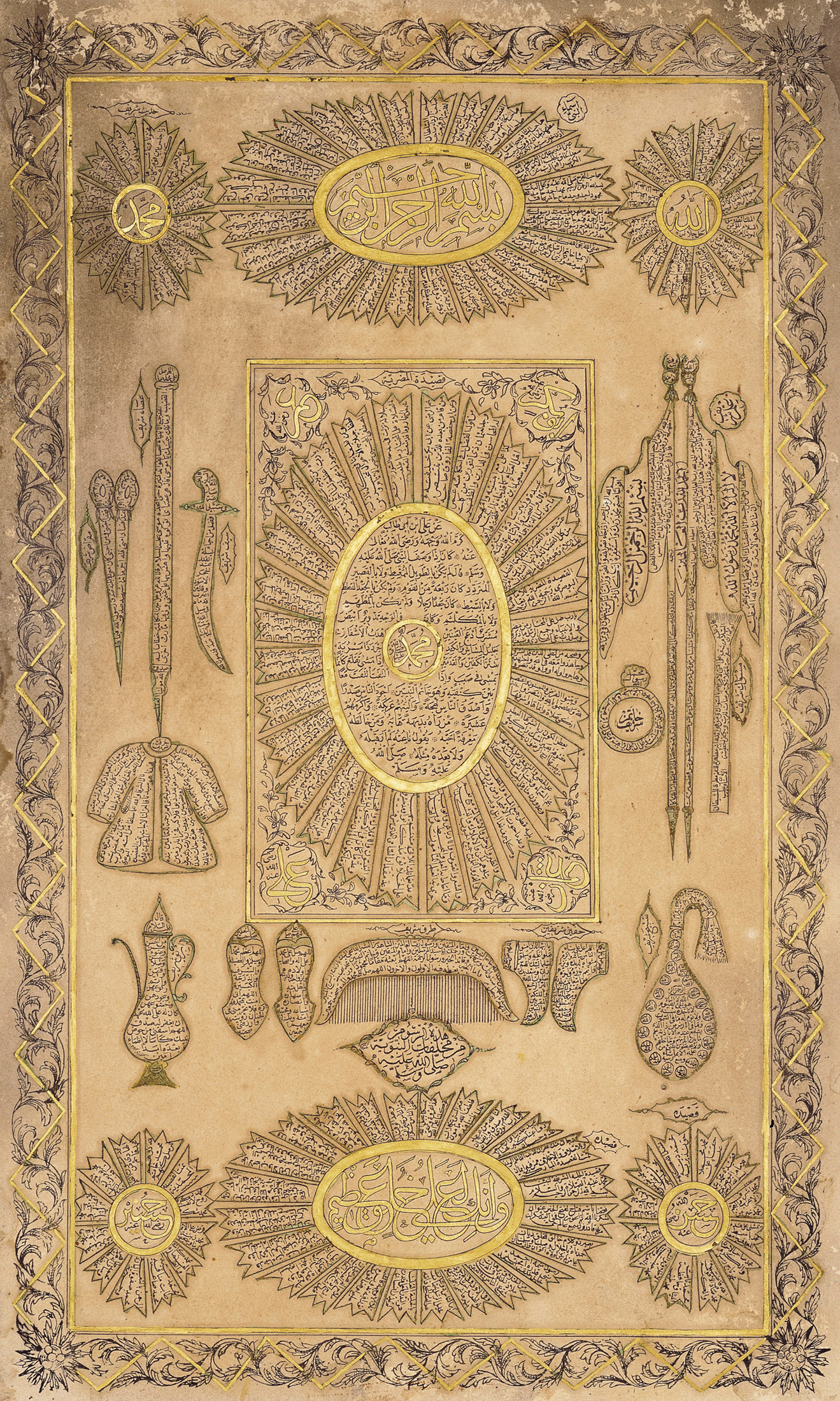
Хилья, сочетающая текст вместе с изображениями известных реликвий Мухаммеда[англ.]. XIX век, Османская империя.
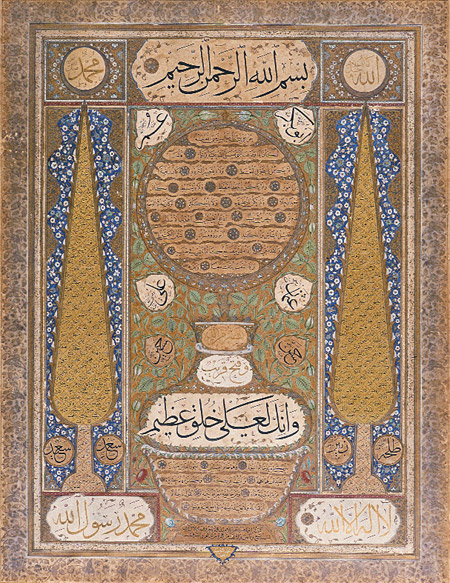
Хилья в свободной форме (XVIII век).
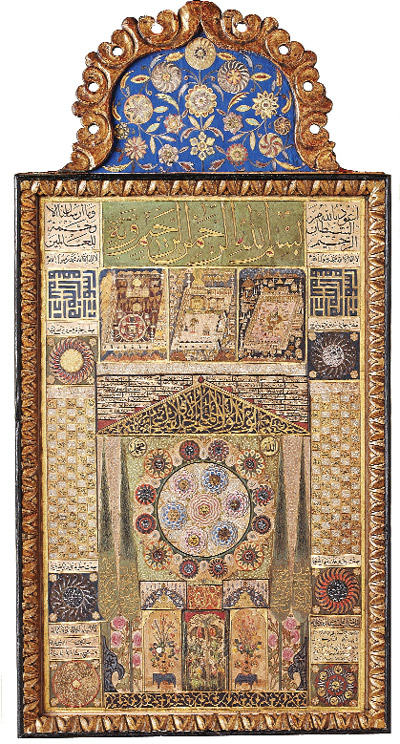
Хилья в свободной форме (XVIII век).
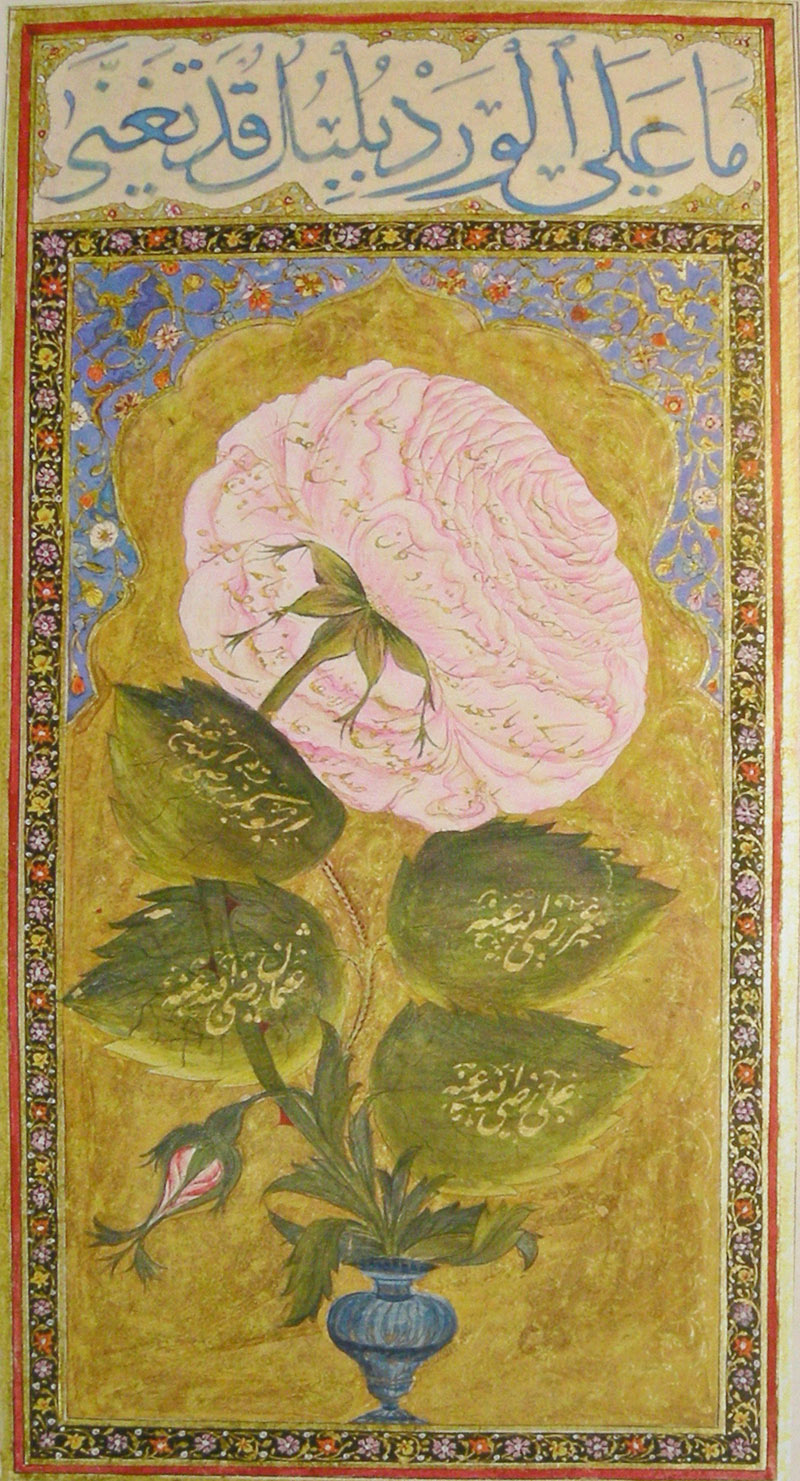
Хилья в виде розовой розы (XVIII век).

## Популярность графики
Есть несколько причин, благодаря которым графическое искусство хилья получило широкое распространение. В исламе существует запрет на живописное изображение людей из-за опасения возникновения идолопоклонства (ширк). Поэтому исторически исламское искусство нашло своё выражение в каллиграфии, миниатюре и прочих видах искусства, где можно обойтись без изображения человека. На миниатюрах лицо пророка Мухаммеда или скрыто, или на этом месте остаётся пробел. Многие исследователи отмечают, что другой причиной является та безграничная любовь, которую мусульмане испытывают к Мухаммеду, что побуждает их искать способы выразить его телесную и нравственную красоту.
Традиция мусульман выставлять хилья в своих домах основана, как на чувстве глубокого почтения к личности Мухаммеда, так на вере в то, что это убережёт от несчастий. Это отмечает в своей поэме «Хилья-и шериф» Хакани, говоря о том, что надеется на заступничество (шифат) Мухаммеда во время конца света. Ещё одна причина навеяна апокрифическим хадисом в той же поэме, где отмечается, что помнящий хилья, относящиеся к Мухаммеду, увидит его в своих снах, а также получит большую награду в нынешней и загробной жизни. Другие авторы отмечали своё желание воздать похвалу Мухаммеду, другим пророкам и праведным халифам, как и желание сохранить о них память.
Поэма Хакани стала предметом восхищения для многих представителей турецкого народа. Она получила широкое распространение благодаря искусству каллиграфии, воплотившись на бумаге и деревянных дощечках, а также стала читаться с музыкальным сопровождением во время празднований Мавлида.

### Неосманские стили

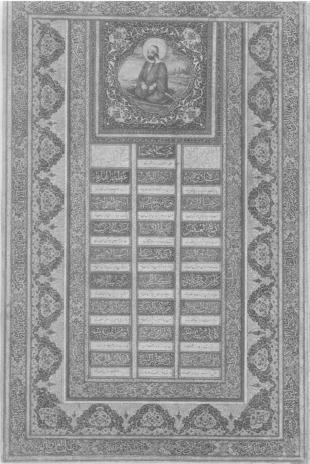
Персидская хилья XIX века с изображением из собрания исламского искусства Нассера Халили

Как вид искусства хилья ограничивалась пределами Османской империи. Небольшое число образцов хилья было изготовлено в Иране, они отражают стремление шиитов приспособить хилья к своему жизненному и религиозному укладу: подстрочный перевод на персидский язык соседствует с арабским подлинником и перечислением имен двенадцати праведных имамов; в XIX веке некоторые персидские хилья сочетали в себе канонический вид вместе с местным представлением облика Мухаммеда и Али.
К современным представителям мастеров неканонического хилья можно отнести известного пакистанского каллиграфа Рашида Батта, а также американского каллиграфа Мохамеда Закарии.

### Традиции в Турции
В Турции многие века была распространена ныне исчезающая традиция в знак пожелания супружеского счастья и безопасности дома в качестве свадебного подарка молодожёнам преподносить хилья, выполненную на деревянной дощечке. А сопровождавшее эти хилья покрывало было частью религиозного фольклора домохозяйств Стамбула.
Начиная с османских времён каждый каллиграф обязан изготовить одну хилью используя шрифты мухаккак, сулюс и насх. Это является обязательным требованием для каллиграфа, желающего получить свидетельство искусности (иказетнаме).

## Богословский взгляд
Салафитская организация «Фонд Сулеймание» в своей фетве определила хилья как произведение искусства, но не имеющее никакого религиозного значения, включая те образцы, которые висят в домах. Таким образом им отказывается в наличии какого-либо чудесного воздействия.

## Ключевая хилья в поэзии: Хилья-и Шериф
Поэма Мехмета Хакани «Хилья-и Шариф» («Благородное описание»), созданная в 1598—1599 годы, состоит из 712 стихов, где Али даёт описание внешности Мухаммеда, а затем к каждому из них добавлено пояснение в виде 12—20 стихов. Хакани не был признан современниками как выдающийся поэт, однако его произведение было очень популярным и стало вехой в формировании литературного жанра хилья. Жившие позднее поэты Шеври, Несати и Нафихи высоко ценили Хакани и старались следовать по его стопам.
В своей поэме автор приводит хадис, который он приписывает Али. В нём повествуется о том, что незадолго до смерти Мухаммеда его дочь Фатима, плача, сказала ему: «О, пророк Аллаха, я больше увижу твоего лица!». Тогда Мухаммед приказал: «О, Али, опиши мою внешность, чтобы видеть мои качества также ясно, как меня». Точное происхождение этого хадиса неизвестно. Будучи апокрифичным, он тем не менее оказал заметное влияние на развитие жанра хилья, поскольку неоднократно был повторён другими авторами хилья.
Кроме того Хакани приводит ещё один хадис, который он также приписывает Али. Этот хадис имеет неясное происхождение и вероятно был в обращении начиная с IX века, но не содержится в сборниках достоверных хадисов. Как и первый хадис, это также неоднократно воспроизводился многими авторами хилья и оказал существенное влияние на жанр:
Для того, кто видит мою хилью после моей смерти, это как если бы он видел меня самого, и тот, кто видит это, тоскует по мне, для того Аллах сделает преисподнюю недоступной, и он не будет воскрешён нагим в Судный день
Хилья Хакани включает историю нищего, пришедшего к аббасидскому халифу Харуну ар-Рашиду. Нищий представил ему отрывок бумаги, на котором была написана хилья, посвящённая Мухаммеду. Ар-Рашид был настолько рад увидеть этот текст, что долго угощал пришедшего дервиша и на прощание подарил ему целый мешок различных драгоценностей. Ночью ему приснился Мухаммед, который сказал: «Ты приютил и оказал честь этому нищему, поэтому я сделаю тебя счастливым. Аллах поведал мне хорошую новость о том, что всякий смотрящий на мою хилью получил восторженность от этого, прижимая груди и защищая ценой своей жизни, будет убережён от огня преисподней в Судный день; он не будет страдать ни в этом, ни в том мире. Ты будешь удостоен узреть моё лицо, и более того, мои священные огни».
В дальнейшем для других авторов хилья, которые следовали или подражали Хакани, во введении (тур. havas-i hilye) стало традиционным ссылаться на хадисы из его хильи о том, что увидеть Мухаммеда во сне равносильно тому, что увидеть его на самом деле. История Харуна Ар-Рашида также часто упоминается и другими авторами. Эти истории из поэмы Хакани породили поверье в то, что чтение и написание хилья защищает человека от всех бед и несчастий как в этом, так и в загробном мире.